# Czesława Lipecka
Czesława Joanna Lipecka (ur. 1939 - zm. 8 kwietnia 2021) – polska zootechnik, prof. dr hab.

## Życiorys
W 1960 ukończyła studia zootechniczne w Akademii Rolniczej w Lublinie. Obroniła pracę doktorską, następnie uzyskała stopień doktora habilitowanego. W 1985 nadano jej tytuł profesora w zakresie nauk rolniczych.
Została zatrudniona na stanowisku wiceprzewodniczącego w Komisji Uprawnień Akademickich Rady Głównej Szkolnictwa Wyższego, oraz kierownika w Katedrze Hodowli Owiec i Kóz na Wydziale Biologii i Hodowli Zwierząt Uniwersytetu Przyrodniczego w Lublinie.
Była członkiem Komitetu Nauk Zootechnicznych na V Wydziale  - Nauk Rolniczych, Leśnych i Weterynaryjnych Polskiej Akademii Nauk i Rady Głównej Szkolnictwa Wyższego.
Zmarła 8 kwietnia 2021.

## Odznaczenia
- Medal Komisji Edukacji Narodowej[1]
- Krzyż Oficerski Orderu Odrodzenia Polski[1]
- Krzyż Kawalerski Orderu Odrodzenia Polski[1]